# 도봉중학교 축구부
도봉중학교 축구부는 서울특별시 도봉구에 위치한 도봉중학교의 축구부이다. 도봉중학교가 운영하는 축구부로 1978년에 창단  하였다.

## 출신 선수
- 강현묵

## 같이 보기
- 도봉중학교